# Шриланкански макаки
Шриланкански макаки (Macaca sinica) је врста примата из породице мајмуна Старог света (Cercopithecidae). 

## Распрострањење
Шри Ланка је једино познато природно станиште врсте.

## Станиште
Шриланкански макаки има станиште на копну.

## Подврсте
Подврсте шриланканског макакија:

## Угроженост
Ова врста се сматра угроженом.

### Популациони тренд
Популација ове врсте се смањује, судећи по расположивим подацима.